# SMS Erzherzog Franz Ferdinand
SMS Erzherzog Franz Ferdinand – austro-węgierski przeddrednot typu Radetzky, wprowadzony do służby w Kaiserliche und Königliche Kriegsmarine 5 czerwca 1910 roku. Okręt został nazwany na cześć arcyksięcia Franciszka Ferdynanda. Został zbudowany jako pierwszy okręt z typu, poprzedzając SMS „Radetzky” o około 6 miesięcy. Jego uzbrojenie składało się z czterech dział kalibru 305 mm w dwóch podwójnych wieżach i ośmiu dział kalibru 240 mm w czterech podwójnych wieżach.
Okręt brał udział w międzynarodowym proteście morskim przeciwko wojnom bałkańskim w 1913 roku, podczas którego uczestniczył w morskiej blokadzie Czarnogóry. Był też jednym z pierwszych okrętów, z którego wystartowały wodnosamoloty w celach militarnych. W czasie I wojny światowej okręt został przydzielony do II Dywizjonu Pancerników w I Eskadrze Bojowej, lecz jego zadania bojowe były mocno ograniczone. Pancernik brał udział w zabezpieczeniu ucieczki niemieckich krążowników SMS „Goeben” i SMS „Breslau”, jak również w ostrzale Ankony w 1915 roku. Po wojnie okręt został przekazany Włochom jako pryz i zezłomowany tamże w 1926 roku.

## Geneza
Prace projektowe nad nowym typem pancerników rozpoczęły się około dwa tygodnie po wprowadzeniu do służby okrętu SMS „Erzherzog Friedrich”, przeddrednota typu Erzherzog Karl, co miało miejsce 30 kwietnia 1904 roku. Pod koniec lipca 1905 roku dowódca austriackiej marynarki, admirał Rudolf Montecuccoli, przedstawił swoją wizję rozbudowanej austro-węgierskiej floty. Flota miała się składać z 12 pancerników, 4 krążowników pancernych, 8 krążowników rozpoznawczych, 18 niszczycieli, 36 dużych kutrów torpedowych i 6 okrętów podwodnych. Między 25 a 29 września 1905 roku sekcja projektowa floty przygotowała pięć projektów nowego typu pancernika. Główny projektant, Siegfried Popper, poparł koncepcję budowy drednota, jednak ostatecznie ustąpił, przyznając, że jego budowa wymagałaby budowy nowego pływającego suchego doku, co znacznie zwiększyłoby koszty projektu. Komisja projektowa wybrała piąty projekt, który po dokonanych poprawkach zakładał przeddrednot uzbrojony w cztery działa kal. 305 mm w dwóch podwójnych wieżach i osiem dział kal. 240 mm w czterech podwójnych wieżach na burtach. W ten sposób powstał ostatni typ przeddrednotów Austro-Węgierskiej Marynarki Wojennej – typ Radetzky.

## Budowa
SMS „Erzherzog Franz Ferdinand” został zbudowany w Stabilimento Tecnico Triestino w Trieście. Stępkę pod okręt położono 12 września 1907 roku, a zwodowano go 8 września 1908 roku. Teczyna użyta na pokładzie była jedynym materiałem zakupionym przez Austro-Węgry z zagranicy. Półtora miesiąca po zwodowaniu pancernik został przyholowany do Muggii w celu przeprowadzenia prac wykończeniowych. W czasie gwałtownego nocnego sztormu cumy okrętu przerwały się i „Erzherzog Franz Ferdinand”, bez załogi na pokładzie, dryfował przez kilka godzin, zanim osiadł na mieliźnie w pobliżu Izoli. Następnego ranka marynarka zlokalizowała pancernik i odholowała go z powrotem do Muggii . Ukończenie okrętu opóźniło się przez strajki spawaczy w 1908 roku i nitowników w roku następnym. SMS „Erzherzog Franz Ferdinand” był pierwszym ukończonym pancernikiem typu Radetzky i został wprowadzony do służby w Austro-Węgierskiej Marynarce Wojennej 5 czerwca 1910 roku.

## Konstrukcja

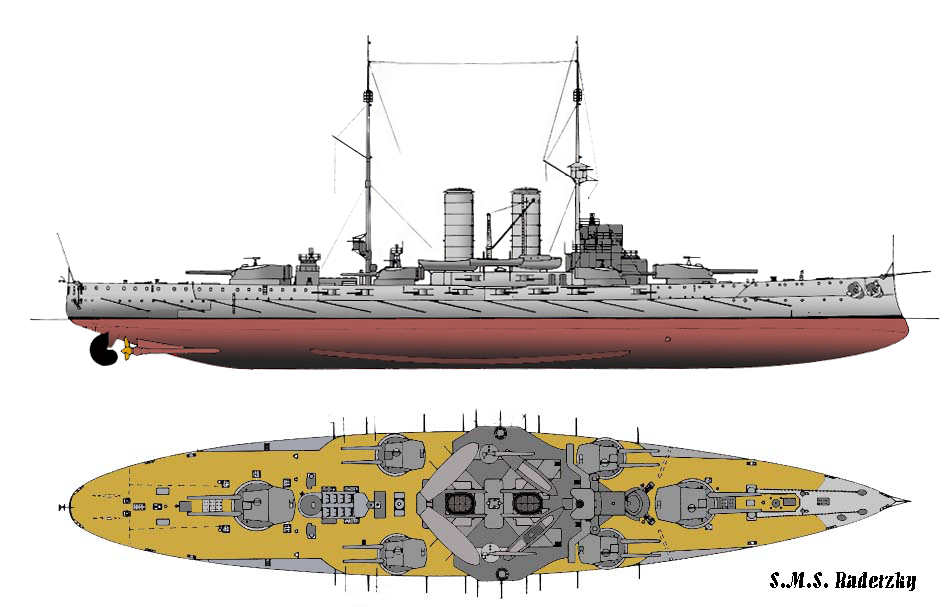
Rzut z lewej burty i plan pokładu pancernika typu Radetzky

SMS „Erzherzog Franz Ferdinand” miał 137,5 m długości na linii wody oraz 138,8 m długości całkowitej. Miał 24,6 m szerokości i 8,1 m zanurzenia. Wyporność standardowa wynosiła 14 741 ton, zaś maksymalna 16 099 ton. Załoga składała się z 30 oficerów i 860 marynarzy. Tak samo jak reszta pancerników typu Radetzky, „Erzherzog Franz Ferdinand” był mniejszy i gorzej uzbrojony od pancerników w innych flotach w tym samym czasie. Pomimo tego był jednym z pierwszych austro-węgierskich prawdziwych pełnomorskich okrętów wojennych. Napęd stanowiły dwie czterocylindrowe maszyny parowe potrójnego rozprężania o mocy 19 800 KM, co pozwalało osiągać prędkość 20,5 węzła. „Erzherzog Franz Ferdinand” był pierwszym austro-węgierskim okrętem, który używał kotłów opalanych węglem i olejem. Maksymalny zasięg okrętu wynosił 4000 Mm przy prędkości 10 węzłów.
Uzbrojenie główne okrętu składało się z czterech dział kal. 305 mm L/45 w dwóch podwójnych wieżach. Szybkostrzelność wynosiła 3 pociski w pierwszej minucie ostrzału i od jednego do dwóch pocisków w każdej następnej minucie. Maksymalny kąt podniesienia dział sięgał od -4° do +20°. 138-kilogramowy ładunek prochu nadawał 450-kilogramowym pociskom przeciwpancernym prędkość 800 m/s, co przy maksymalnym podniesieniu lufy dawało zasięg ok. 20 000 m . Okręt miał ponadto silne uzbrojenie drugiego głównego kalibru, składające się z ośmiu dział Škoda kal. 240 mm L/45 w czterech podwójnych wieżach. Działa kal. 240 mm miały o około połowę mniejszą penetrację niż działa kal. 305 mm i o około 25% mniejszy zasięg. Artylerię średniego kalibru stanowiło 20 pojedynczych dział Škoda kal. 100 mm L/50. „Erzgerzog Franz Ferdinand” uzbrojony był również w kilkanaście dział mniejszego kalibru, w tym sześć dział Škoda kal. 66 mm L/45, dwa działa desantowe kal. 66 mm, cztery szybkostrzelne działa Škoda kal. 47 mm L/44 i jedno szybkostrzelne działo Škoda kal. 47 mm L/33. Okręt posiadał też trzy podwodne wyrzutnie torpedowe kal. 450 mm, dwie na dziobie i jedną na rufie.

## Służba

### Czas pokoju
Po wejściu do służby 15 czerwca 1910 roku, pancernik został przypisany do I Dywizjonu Pancerników (kadm. Anton Haus) w I Eskadrze Bojowej pod dowództwem kadm. Aloisa von Kunstiego. 28 lutego „Erzherzog Franz Ferdinand”, razem ze świeżo ukończonym pancernikiem „Radetzky” i służącym w marynarce już przeszło trzy lata „Erzherzogiem Ferdinandem Maxem”, wypłynął z Teodo na rejs po Morzu Śródziemnym do portów greckich i tureckich. Między 3 marca a 26 kwietnia odwiedzono Argostoli na Kefalonii, Wolos, Saloniki, Kawalę, Izmir, Zante oraz Korfu. 25 kwietnia, w czasie pobytu na Korfu, dowódca zespołu razem ze swoim sztabem oraz komendantem pancernika zostali przyjęci przez władcę Niemiec, Wilhelma II w pałacu Achilleion. Następnie cesarz osobiście udał się na pokład okrętu. Cztery dni później wszystkie trzy okręty były już z powrotem w Teodo.
Od 22 do 26 sierpnia 1911 roku na pokładzie okrętu przebywał następca tronu, arcyksiążę Franciszek Ferdynand Habsburg, którego imieniem został nazwany okręt. Kierował on manewrami pod Zarą oraz desantem ćwiczebnym z wykorzystaniem wojska, całego Dywizjonu i czterech wynajętych parowców.
W 1912 roku „Erzherzog Franz Ferdinand” razem ze swoimi siostrzanymi okrętami odbył rejs treningowy po wschodnim Morzu Śródziemnym. 26 marca cała trójka wraz z niszczycielem „Streiter” wyruszyła z Puli w rejs na wody greckie. Zatrzymano się wtedy w austro-węgierskiej Fasanie, a następnie w greckich portach nad Morzem Jońskim i zatokami Patraską i Koryncką: Patras (tam dołączył do nich na resztę podróży krążownik pancerny „Kaiserin und Königin Maria Theresia”), Korynt, Porto Itea, ponownie w Patras, Navarino, Zante oraz Argostoli na Kefalonii. Do Teodo powrócono 28 kwietnia.
4 listopada trzy pancerniki typu Radetzky, razem z krążownikiem lekkim „Admiral Spaun”, krążownikiem pancernopokładowym „Aspern” oraz niszczycielami „Uskoke” i „Wildfang” wyruszyły na rejs szkoleniowy na wody Lewantu, a przy okazji odwiedziły ogarnięty wojną rejon Morza Śródziemnego. 8 listopada okręty rozdzieliły się. „Erzherzog Franz Ferdinand”, „Radetzky” i niszczyciele udały się do Izmiru, gdzie pozostały do 24 listopada. 28 listopada pancernik powrócił samotnie do Puli.
W 1913 roku okręt brał udział w międzynarodowym proteście na Morzu Jońskim przeciwko wojnom bałkańskim. Inne kraje reprezentowały m.in. brytyjski przeddrednot HMS „King Edward VII”, włoski przeddrednot „Ammiraglio di Saint Bon”, francuski krążownik pancerny „Edgar Quinet” i niemiecki krążownik lekki SMS „Breslau”. Najważniejszą akcją mieszanej floty, pod dowództwem brytyjskiego admirała Cecila Burneya, była blokada czarnogórskiego wybrzeża. Celem blokady było uniemożliwienie serbskim posiłkom wsparcia oblężenia Szkodry, podczas którego wojska czarnogórskie oblegały połączone siły albańskie i osmańskie. Pod presją międzynarodowej blokady, Serbia wycofała swoje wojska ze Szkodry, która została zajęta przez wojsko lądowe sprzymierzonych.
19 marca 1913 roku trzy pancerniki typu Radetzky wypłynęły z Puli, a dwa dni później zawinęły w Meljine u wejścia do Zatoki Kotorskiej. W związku z międzynarodową blokadą morską wybrzeża Czarnogóry, 2 kwietnia pancerniki przybyły pod Antivari, aby następnego dnia przemieścić się pod ujście granicznej rzeki Bojana, gdzie czekał na nie międzynarodowy zespół okrętów. 4 kwietnia „Erzherzog Franz Ferdinand” opuścił Meljine i od 16 do 22 kwietnia stacjonował w San Giovanni di Medua. Dzień później wszedł i wyszedł z Teodo i od tego samego dnia ponownie stacjonował w San Giovanni di Medua, do 12 maja. Od 12 maja do 14 czerwca okręt stał w ujściu rzeki Bojana, wypływającej z Jeziora Szkoderskiego. Do Puli powrócił 15 czerwca.
Podczas blokady z pokładów pancerników typu Radetzky po raz pierwszy zostały użyte bojowo wodnosamoloty, dostarczone przez francuską firmę Donnet-Lévêque. Jednak marynarka austro-węgierska nie była zadowolona z operacji, jako że okrętom brakowało miejsca na pokładzie dla samolotów, jak również z powodu braku żurawi, za pomocą których można było łatwo wciągnąć samoloty z powrotem na pokład. Samoloty przeniesiono potem do hangaru w stoczni w Teodo. Od 1913 roku pierwsze pancerniki typu Tegetthoff, jedyne drednoty zbudowane przez Austro-Węgry, powoli wchodziły do aktywnej służby, więc marynarka przeniosła trzy pancerniki typu Radetzky do II Dywizjonu Pancerników w I Eskadrze Bojowej.

### I wojna światowa
Okręt został nazwany na cześć arcyksięcia Franciszka Ferdynanda, którego zabójstwo 28 czerwca 1914 roku było bezpośrednią przyczyną wybuchu I wojny światowej. W momencie jej wybuchu siły morskie Austro-Węgier składały się z pancerników typu Tegetthoff (z których SMS „Szent István” wciąż był w trakcie budowy), Radetzky i starszych typów Erzherzog Karl i Habsburg. Pod koniec lipca 1914 roku „Erzherzog Franz Ferdinand” razem z resztą floty został zmobilizowany w celu osłony ucieczki SMS „Goeben” i SMS „Breslau”. Niemieckie okręty próbowały wyrwać się z Cieśniny Mesyńskiej, która była otoczona przez brytyjskie okręty i uciec do Turcji. Kiedy austro-węgierska flota była na wysokości Brindisi na południu Włoch, wieść o udanej ucieczce dotarła do Wiednia i okręty zostały odwołane.
23 maja 1915 roku, pomiędzy dwoma a czterema godzinami po tym, jak deklaracja o wypowiedzeniu Austro-Węgrom wojny przez Włochy dotarła do głównej bazy morskiej w Puli, „Erzherzog Franz Ferdinand” razem z resztą floty wyruszyły w celu ostrzelania włoskiego wybrzeża. Głównym celem była ważna baza morska w Ankonie , a następnie wybrzeże Czarnogóry. Bombardowanie Czarnogóry było częścią większej austro-węgierskiej kampanii przeciwko Królestwom Czarnogóry i Serbii, które w pierwszej połowie roku 1915 były członkami Ententy. O 4:04 bombardowanie rozpoczęło sześć starszych przeddrednotów. Pół godziny później dołączyły do nich „Erzherzog Franz Ferdinand” i trzy drednoty. Pancernik wystrzelił jedynie trzy pociski kal. 240 mm z odległości 5800–6600 m. Pierwsze dwa były za dalekie, trzeci trafił tuż poniżej budynku semaforowni. Sam ostrzał Ankony był ogromnym sukcesem, a podczas trwania operacji okręty nie napotkały żadnego oporu. Podczas ostrzału okolic portu i prowincji zatopiono włoski parowiec, a na południu ciężko uszkodzono niszczyciel „Turbine”. Na lądzie ciężko uszkodzone zostały infrastruktura portu w Ankonie oraz okoliczne miasta. Instalacje kolejowe i portowe w mieście zostały zniszczone lub uszkodzone. Zneutralizowano również baterie nadbrzeżne. Innymi uszkodzonymi lub zniszczonymi obiektami było nabrzeże, magazyny, zbiorniki z paliwem, radiostacja i miejscowe baraki. Zginęło 63 Włochów, żołnierzy i cywilów. Zanim włoskie okręty z Taranto i Brindisi przybyły do Ankony, austro-węgierska flota była już z powrotem w Puli.
Celem ostrzału Ankony było opóźnienie wymarszu włoskich wojsk wzdłuż granicy z Austro-Węgrami, poprzez zniszczenie głównych dróg transportowych. Bombardowanie opóźniło wymarsz wojsk w Alpy o dwa tygodnie. Dało to Austro-Węgrom cenny czas na wzmocnienie włoskiej granicy i przerzucenie części wojsk z frontu wschodniego i bałkańskiego.
Według The New York Times 30 maja pancernik zderzył się z nieznanym austro-węgierskim niszczycielem, gdy oba okręty starały się uniknąć bombardowania przez włoski sterowiec; niszczyciel miał zatonąć. Jednak informacja ta jest najprawdopodobniej nieprawdziwa .
Poza ostrzałem Ankony, austro-węgierskie pancerniki spędziły resztę wojny w Puli. Operacje zostały ograniczone przez admirała Antona Hausa, który wierzył, że musi oszczędzać swoje okręty w celu odparcia jakiejkolwiek włoskiej próby oblężenia wybrzeża Dalmacji. Od kiedy węgiel zaczęto przekazywać nowszym pancernikom typu Tegetthoff, reszta cesarskiej floty, w tym „Erzherzog Franz Ferdinand”, operowały według strategii „floty w trwaniu” (ang. fleet in being). To zaowocowało aliancką blokadą Cieśniny Otranto. Mając flotę zablokowaną na Morzu Adriatyckim oraz znaczne niedobory węgla, Haus postanowił wcielić w życie strategię opierającą się na zastosowaniu pól minowych i okrętach podwodnych, aby zmniejszyć przewagę liczebną okrętów Ententy.

### Powojenny los
Po zajęciu przez Włochów Puli 5 listopada 1918 roku, „Erzherzog Franz Ferdinand” stał się praktycznie włoską zdobyczą, tym bardziej, że jego załoga zeszła z pokładu. Zgodnie z postanowieniami rozejmu z Villa Giusti, który zakończył wojnę pomiędzy Włochami i Austro-Węgrami, ci drudzy mieli przekazać trzy pancerniki rządowi włoskiemu w Wenecji. Włochy pierwotnie zamierzały przejąć trzy pozostałe pancerniki typu Tegetthoff, ale włoscy nurkowie zatopili SMS „Viribus Unitis” trzy dni przed tym, jak rozejm wszedł w życie. W zamian za zatopiony pancernik Włosi postanowili wziąć SMS „Erzherzog Franz Ferdinand”. 23 marca 1919 roku, jeszcze przed regulacją podziałów wynikającą z traktatu Saint-Germain-en-Laye, Włosi, nie porozumiewając się z innymi aliantami, przeprowadzili pod parą, ale bez bander, kilkanaście austro-węgierskich okrętów z Puli do Wenecji. Były to pancerniki „Erzherzog Franz Ferdinand” i „Tegetthoff”, krążownik lekki „Admiral Spaun”, niszczyciele „Tátra” i „Csepel”, torpedowce 80 T, 81 T, 86 F, 92 F i 98 M oraz okręty podwodne U-5, U-21, U-28 i U-40. 24 marca okręty te wzięły udział we włoskiej paradzie zwycięstwa koło wyspy Giudecca, a po południu oglądał je z pokładu włoskiego niszczyciela „Audace” włoski król Wiktor Emanuel III. „Erzherzog Franz Ferdinand” został oficjalnie przekazany Włochom w postanowieniu traktatu Saint-Germain-en-Laye, podpisanego we wrześniu 1919 roku i przepłynął do Wenecji z załogą złożoną z marynarzy Regia Marina. Okręt był nieaktywny przez całą swoją służbę we włoskiej marynarce; został zezłomowany w roku 1926.